# Adela Vázquez
Adela Vázquez (Camagüey, 1958) es una activista transgénero y artista de origen cubano. Adela es un referente por su lucha en el proyecto ContraSida por Vida y por ser una activista comunitaria para los derechos de la comunidad trans. 

## Primeros años
Vázquez nació en 1958, durante un momento muy turbulento debido a la quema de casas y destrucción de ciudades a causa de la revolución cubana. Vázquez nació fuera del matrimonio y fue adoptada por su abuelo y su abuela, con quienes vivió. Criada en Camagüey , Cuba, Vázquez pasó su infancia caminando por el centro y el Casino Campreste. Se encontró con una gran comunidad LGBT cubana y finalmente fue bautizada como "La Chica Streisandisima" en la fuente de los cisnes del Casino Campreste. Fue una de las 125,000 personas que buscó asilo y emigró en el éxodo de Mariel en 1980.

## Activismo
Su activismo por la comunidad comenzó en 1992, tras ser coronada como Miss Gay Latina, fue en ese momento cuando comenzó a darle visibilidad a las desigualdades y opresiones que viven las personas trans. Establecida en San Francisco, dirige un grupo de apoyo trans llamado Fifty and fabulous, para que las personas transgénero puedan compartir sus experiencias y encontrar un espacio de solidaridad.

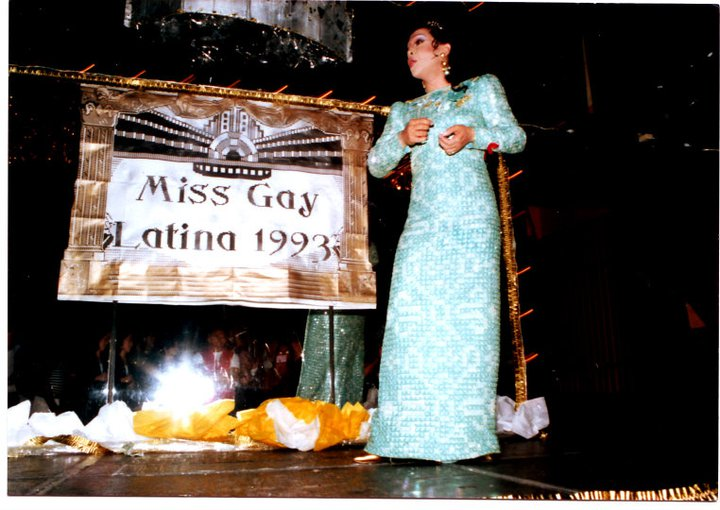

Su vida fue ilustrada en el cómic Sexile/Sexilio, en la que Jaime Cortéz ilustra su vida y trabajo por la comunidad trans. Su historia es reseñada en el libro ¡Cuéntamelo!: Testimonios de inmigrantes latinos LGBT de Julián Delgado Lopera, publicado en 2014.